# Escala (proporció)

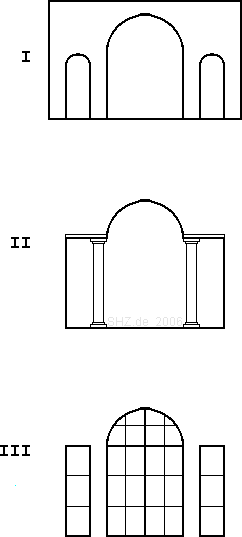
Plànol de construcció-Tres tipus de finestres venecianes

L'escala és la proporció entre les dimensions reals d'un objecte i la seva representació en un mapa, una maqueta, un plànol, etc., o sigui, és el resultat de dividir la mesura de la representació, el dibuix, per la de la realitat. Una escala major que 1 indicarà una escala d'ampliació i una escala menor que 1 indicarà que es tracta d'una escala de reducció. Les escales de dibuix són utilitzades fonamentalment en arquitectura, enginyeria i disseny.
Les escales se solen expressar en forma d'una fracció en què un dels dos nombres (numerador o denominador) és igual a 1 i l'altre nombre inferior o major. Així, una escala 1:20 significa que una unitat del dibuix representa 20 unitats de la realitat.
L'expressió "a gran escala" indica una factor d'escala que s'aproxima a 1/1, per tant, indica una representació força precisa d'una realitat no gaire gran, en seria un exemple la maqueta d'una peça a mida real. Per contra, l'expressió "a petita escala" indica una relació d'escala elevat, una representació menys precisa d'una realitat gran, un exemple podria ser un planisferi.

## Escales de dibuix

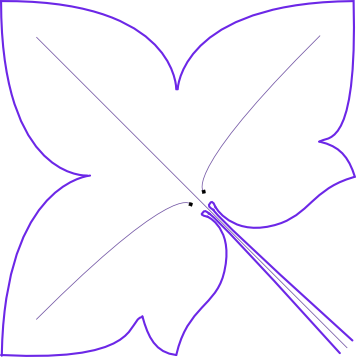
Aquesta escala d'ampliació correspon a un petit trèvol.

Tenint en compte les dimensions d'un objecte i el format de paper de què disposam, se sol buscar l'escala de dibuix més adient.
Escala = mida dibuix / mida objecte

## Tipus d'escales
1. Escala de reducció (Reducció: 1/X, on "x" sempre serà major que 1). Es redueix la representació de l'objecte respecte a aquest. S'empra quan la mida real de l'objecte és major que la mida del paper. És útil en plànols geogràfics o d'edificis.
2. Escala natural (Natural o 1:1). Es dibuixa l'objecte amb les seves pròpies mides. S'empra quan l'objecte cap en el paper amb les seves mides reals.
3. Escala d'ampliació: X/1 (X sempre serà major que 1). Ampliam l'objecte X vegades. S'empra en el cas d'un objecte massa petit per al format de paper a utilitzar.

Hi ha tres tipus d'escales anomenades:
- Escala natural. És quan la mida física de l'objecte representat en el pla coincideix amb la realitat. Existeixen diversos formats normalitzats de plans per a procurar que la majoria de peces que es mecanitzen, estiguin dibuixades a escala natural, és a dir, escala 1:1

- Escala de reducció. S'utilitza quan la grandària física del pla és menor que la realitat. Aquesta escala s'utilitza molt per a representar especejaments (E.1: 2 o E.1: 5), plànols d'habitatges (E: 1:50), o mapes físics de territoris on la reducció és molt més gran i poden ser escales de l'ordre de E.1: 50.000 o E.1: 100.000. Per conèixer el valor real d'una dimensió cal multiplicar la mesura del pla pel valor del denominador.

- Escala d'ampliació. El pla de peces molt petites o de detalls d'un pla s'utilitzen l'escala d'ampliació. En aquest cas el valor del numerador és més alt que el valor del denominador és a dir que s'haurà dividir pel numerador per conèixer el valor real de la peça. Exemples d'escales d'ampliació són: E.2: 1 o E.10: 1

- Segons la norma UNE EN ISO 5455:1996. "Dibuixos tècnics. Escales" es recomana utilitzar les següents escales normalitzades:

Escales d'ampliació: 100:1, 50:1, 20:1, 10:1, 5:1, 2:1
Escala natural: 1:1
Escales de reducció: 1:2, 1:5, 1:10, 1:20, 1:50, 1:100, 1:200, 1:500, 1:1000, 1:2000, 1:5000, 1:20000

## Normalització de les escales
Encara que X pot ser qualsevol nombre major que 1, existeix una normalització de les escales segons el motiu que origina el dibuix.
- Normalització en escales de reducció: 
  - Fabricació: 1:2, 1:5, 1:10, 1:20, 1:50, 1:100, 1:200
  - Construcció: 1:5, 1:10, 1:20, 1:50, 1:100, 1:200, 1:500, 1:1.000
  - Urbanisme: 1:500, 1:1.000, 1:2.000, 1:5.000, 1:25.000, 1:50.000

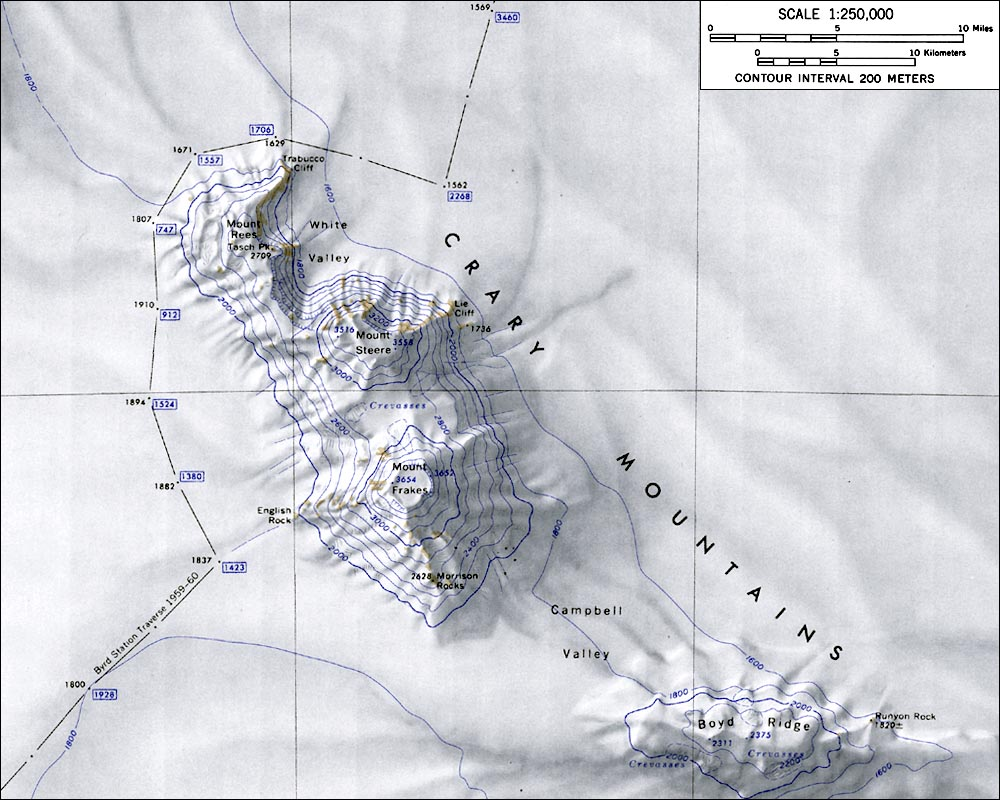
Mapa topogràfic amb escala de reducció 1:250.000, el que significa que cada centímetre al mapa són 2,5 quilòmetres a la realitat.

L'escala és la relació matemàtica que existeix entre les dimensions reals i les del dibuix que representa la realitat sobre un plànol o un mapa.

## Representació
Les escales s'escriuen en forma de raó on l'antecedent indica el valor en el plànol i el consegüent valor real. Per exemple l'escala 1:500, vol dir que 1 cm del plànol equival a 5 m en la realitat. per exemple un mapa del seu país és representat per una determinada escala un exemple és el següent 1:100 (això ho poden ampliar a: centímetres cm metres m quilòmetres, etc.) l'1 és en el que es representa i el nombre 100 és la realitat això és per a un pla o mapa però el pots prendre de base per contingut.
- Exemples: 1:1, 1:10, 1:500.

Si el que es vol mesurar del dibuix és una superfície, caldrà tenir en compte la relació d'àrees de figures semblants, per exemple un quadrat de 1cm de banda en el dibuix o el paper.

### Escala gràfica, numèrica i unitat per unitat
- L'escala numèrica representa la relació entre el valor de la representació (el nombre a l'esquerra del símbol ":") i el valor de la realitat (el nombre a la dreta del símbol ":") i un exemple d'això seria 1:100.000, el que indica que una unitat qualsevol en el pla representa 100.000 d'aquestes mateixes unitats en la realitat, dit d'una altra manera, dos punts que en el pla es troben a 1 cm estaran en la realitat a 100.000 cm, si estan en el plànol a 1 metre en la realitat estaran a 100.000 metres, i així amb qualsevol unitat que prenguem.

- L'escala unitat per unitat és la igualtat expressa de dues longituds: la del mapa (a l'esquerra del signe "=") i la de la realitat (a la dreta del signe "="). Un exemple d'això seria 1 cm = 4 km; 2 cm = 500 m, etc.

- L'escala gràfica és la representació dibuixada de l'escala unitat per unitat, on cada segment mostra la relació entre la longitud de la representació i el de la realitat. Un exemple d'això seria:

0_________10 km
Fórmula més ràpida ' N = P/T 
On: N: Escala; P: Dimensions en el paper (cm, m); T Dimensions en el terreny (cm, m); ambdós han d'estar en una mateixa unitat de mesura.
Escala seminatural: dona la mesura de dues escales juntes.

## Escala diagonal
El mètode de l'escala diagonal o mètode de les transversals és un recurs geomètric que permet augmentar la precisió de lectura de longituds lineals o d'angles en instruments, plànols i similars.
Aquest mètode es basa en el primer Teorema de Tales.
L’any 1342 Levi ben Gerson va introduir a Europa un instrument anomenat vara de Jacob  (aparentment inventat el segle anterior per Jacob ben Machir ibn Tibbon) i descrigué el mètode de l'escala diagonal aplicat a l’instrument esmentat.
Thomas Digges  va atribuir, erròniament, el descobriment de l'escala diagonal al navegant i explorador Richard Chancellor (citat per alguns com a rellotger i amb altres noms com Richard Chansler o Richard Kantzler).
L’ús del mètode de les transversals es va començar a aplicar als instruments astronòmics en el segle xvi. Tycho Brahe fou un defensor i usuari del sistema i va ajudar a popularitzar-lo.

## Cartes portolanes

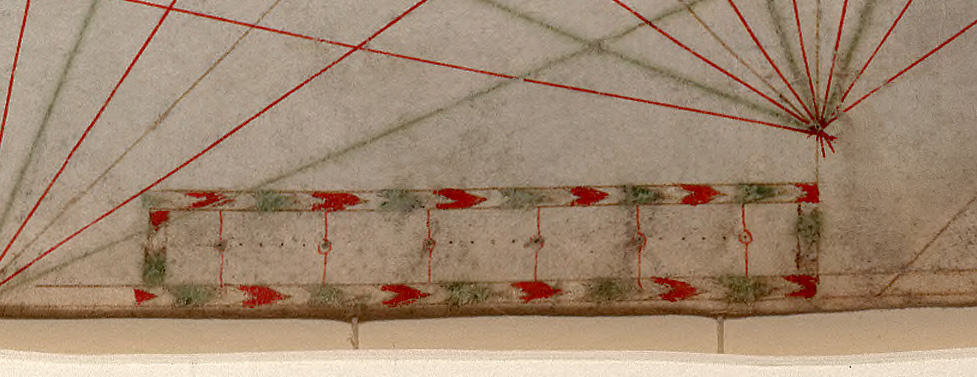
Escala d’una carta portolana genovesa anònima. Escala aproximada 1:5.500.000.

Les cartes portolanes foren els primers mapes coneguts que adoptaren escales de distància. Hi podia haver més d’una escala per carta. Les distàncies entre dos punts desitjats es comparaven amb l’ajut de les sestes (compàs de puntes) amb l'escala. Era freqüent la denominació en castellà de “tronco de leguas”.
En l’obra Breve compendio de la sphera y de la arte de navegar, de Martín Cortés de Albacar, s'indica la forma pràctica d’ampliar o reduïr l’escala d’una carta marina.
Benedetto Cotrugli explicava la navegació per estima indicant que calia marcar amb cera la posició de la nau sobre la carta. A la pràctica, a l’escala típica d’una carta portolana és (gairebé) impossible. En canvi, és molt fàcil treballar sobre còpies auxiliars «ampliades» a una escala més gran.
| «                                     | Et mectendoci uno puncto de ciera nella carta de navigare, et de quindi potrai misurare fina in terra, et saperari la distantia delle meglia. Traducció aproximada: ... i marcant amb un punt de cera sobre la carta , podràs mesurar fins a terra i saber la distància en milles... | » |
| — Benedetto Cotrugli. De Navigatione. | |   |

## Esports basats o ajudats per mapes
Hi ha alguns esports tradicionals i d'altres més moderns que es basen en l’ús de mapes: muntanyisme, senderisme, curses d’orientació,... En cada cas és important l’escala del mapa usat.

### Cursa d’orientació
Les competicions d'orientació utilitzen mapes especials, els mapes d'orientació. Són mapes topogràfics encara que molt més detallats que els mapes d'ús general. Les escales són 1:15.000 o 1:10.000, amb quadrícules alineades al nord magnètic. Els símbols del mapa són estàndards per la IOF i s'han dissenyat per a ser entesos per qualsevol competidor fora del seu entorn i en qualsevol llengua.

## Pantògraf de dibuix

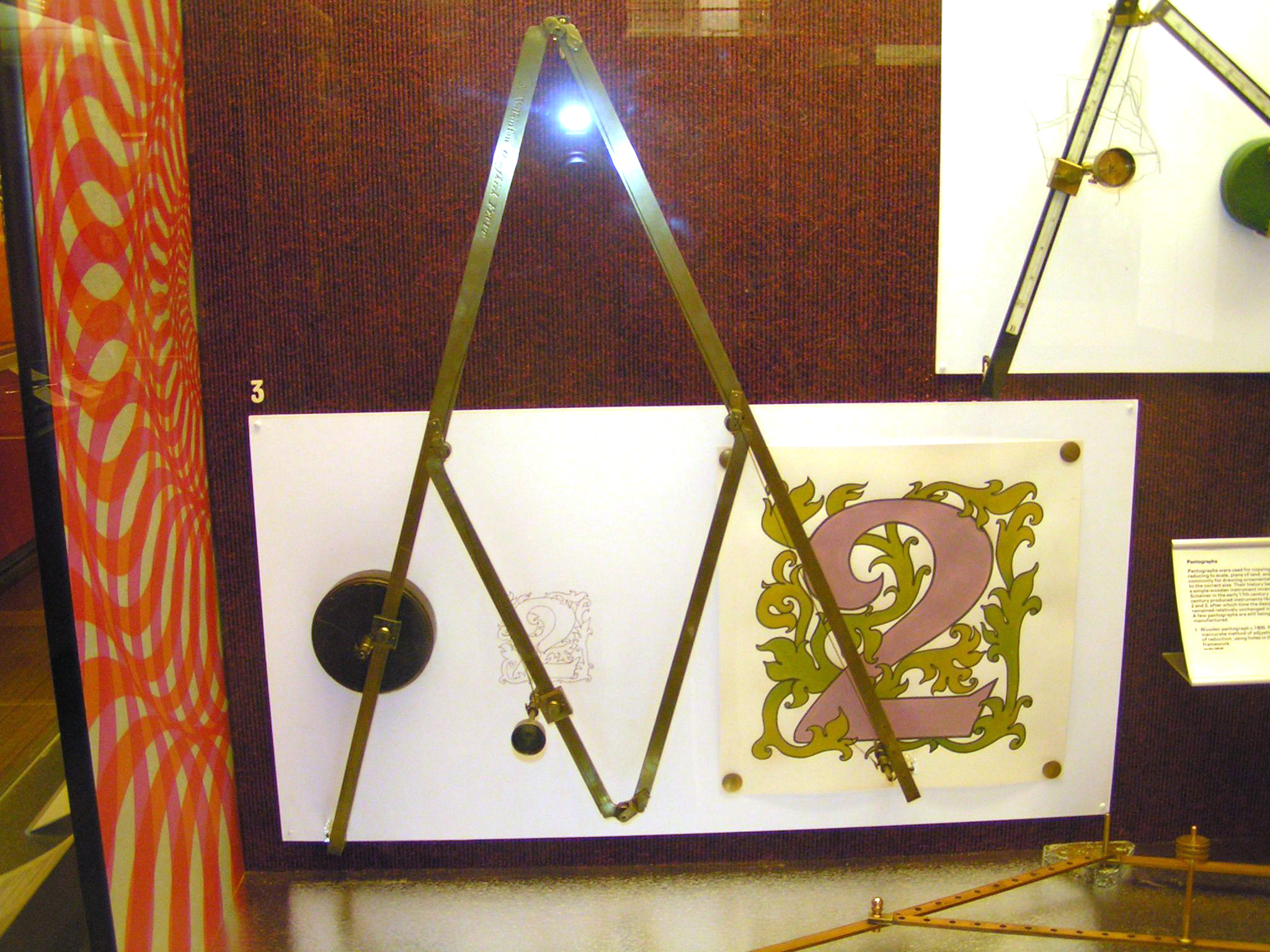
Antic pantògraf de dibuix. La fotografia representa una còpia a escala reduïda de la xifra de la dreta.

El  pantògraf de dibuix  és un aparell de dibuix el principi del qual és utilitzar una imatge guia per a efectes d'ampliar-la, generalment usat en el dibuix de plànols, consta d'un pivot i un encreuament de barres de fusta o metall. És la base de la pantografia.
El pantògraf, com a instrument de dibuix, permet copiar una figura o reproduir-la a una escala diferent. Per aconseguir dibuixos a diferent escala es varia la distància entre els punts d'articulació (ròtules), conservant sempre la condició de paral·lelisme entre les varetes, dues a dues.
L'aparell es basa en els principis del pantògraf i consisteix en un paral·lelogram articulat que serveix per dibuixar una figura homotètica a una usada de referència. Aquest té com a finalitat l'ampliació d'un dibuix o geometria.
Per dibuixar, es fixa el pivot, i es desplaça el punt de referència sobre el dibuix original, un llapis situat en el punt de copiar reprodueix la imatge a una escala més gran, que ve determinada per la relació de distàncies P-PR i P-PC.
Canviant el punt de referència pel punt de copiat es reprodueix la imatge a una escala menor.